# Vratěnín (tvrz)
Tvrz u Vratěnína (též Švédské kolo, U kola, Luden či zaniklý německý název trati Beim Rad) je zaniklé středověké panské sídlo v jihozápadní části katastrálního území obce Vratěnín, přibližně 300 metrů od státní hranice s Rakouskem a v těsné blízkosti rakouské obce Luden, v nadmořské výšce 480 metrů. Okrouhlý tvar zbytků tvrze o průměru 65 metrů dal vzniknout pomístnímu názvu U kola.

## Historie
Existenci hrádku nedokládají žádné písemné zprávy. Traduje se jen pověst o zbudování Švédy nebo Turky.
Na konci 19. století rakouský badatel Franz Xaver Kyssling ve svém díle nazval tvrz Kvadenring a domníval se, že místo mělo posvátný význam. Archeologické nálezy v okolí z období paleolitu, neolitu a laténu, ale i nálezy slovanské keramiky z mladohradištního období svědčí o příhodné poloze k osídlení.
S určitostí se dá říci, že se jednalo o středověké panské sídlo. Často bývá ztotožňována s dosud nelokalizovanou vratěnínskou tvrzí Krajířů z Krajku, zmiňovanou v letech 1548 a 1564. Pro její vzdálenost od Vratěnína je však tato možnost nepravděpodobná. Další možností je, že se jednalo o sídlo vladyků z rakouské obce Luden, dnes části obce Raabs an der Thaya, od hranice vzdálené jen něco přes 0,5 kilometru. Vyloučena není ani možnost pozůstatku po jedné ze zaniklých a dosud nelokalizovaných vsí v okolí – především Šonovice a Šatice.[zdroj⁠?!]

## Stavební podoba
Centrum opevněného sídla o průměru 35 metrů je obklopeno 10–12 metrů širokým a 3,15 metrů hlubokým příkopem. Původně byl příkop chráněn valem, který byl postupně rozoráván. Během archeologických výzkumů v roce 2003 činila výška valu 110 centimetrů.

## Archeologický výzkum
V rámci projektu Vývoj osídlení jihozápadní Moravy a přilehlého území rakouského Waldviertelu se konal v lokalitě od 7. do 25. července 2003 archeologický výzkum, který měl přiblížit dobu vzniku a funkci ve vývoji středověkého osídlení. Provedená dva metry široká sonda vedená od středu hrádku severozápadním směrem objevila devět metrů od příkopu množství zbytků kamenného zdiva z blízké zídky. Na vnější straně této zídky byly nalezeny dvě kůlové jámy vzdálené od sebe 47 centimetrů. Větší množství kamenných pozůstatků zdiva objevili archeologové na vyvýšeném místě uprostřed hrádku. Pravěké kultury sonda nedoložila.
Vznik opevněného sídla mohl být stanoven do poloviny 13. století. Doba zániku tvrze je uváděna nejspíše do konce 14. nebo začátku 15. století. Také z důvodu, že v první polovině 16. století byla ve Vratěníně uváděna tvrz, která byla později přestavěna na zámeček. Jiné otázky sonda nepotvrdila. Nový archeologický výzkum by se měl konat v přilehlém okolí. Několik nálezů v okolí hrádku z hradištního období svědčí o slovanském osídlení z období raného středověku. V lokalitě zaniklé vesnice 800 m západně od rakouské vesnice Luden byla nalezena taktéž tuhová keramika, ale i mladší z 13. až 15. století.